# Средние Лубянки
Средние Лубянки — село в Волоконовском районе Белгородской области России. В составе Ютановского сельского поселения.

## География
Село расположено в восточной части Белгородской области, на правобережье реки Оскола, у места впадения в Оскол малой реки под названием Манджоха (Маньчжоха), в 1,3 км к юго-западу от районного центра Волоконовки. Ближайшие населённые пункты: село Нижние Лубянки (также расположенное в низовье Манджохи, но чуть выше по руслу Оскола) и посёлок Пятницкое (на противоположном, левом, берегу Оскола).

## История
В 1859 году — Бирюченского уезда «деревня казенная Лубянка при реке Осколе» «по левую сторону тракта на город Харьков».
В 1900 году — Верхнелубянской волости «деревня Средняя Лубянка (Кейкуатовка) при реке Осколе и озере Князева Яма», земельный надел 435,6 десятины, в деревне - общественное здание.
С июля 1928 года деревня Средние Лубянки числится в Пятницком сельсовете Волоконовского района.
В 1950-е годы село Средние Лубянки в составе Волоконовского, а в 1970-е — Ютановского сельсовета Волоконовского района.
В 2010 году село Средние Лубянки числилось в составе Ютановского сельского поселения Волоконовского района.

## Население
В 1859 году Средние Лубянки — 29 дворов, 269 жителей (139 мужчин, 130 женщин).
В 1900 году Средние Лубянки — 47 дворов, 285 жителей (138 мужчин, 147 женщин).
На 1 января 1932 года в Средних Лубянках — 483 жителя.
Поданным переписей населения, в селе Средних Лубянках на 17 января 1979 года — 321 житель, на 12 января 1989 года — 254 (112 мужчин, 142 женщины), на 1 января 1994 года — 106 хозяйств и 268 жителей.
В 1997 году в Средних Лубянках — 108 подворий и 283 жителя, в 1999 году — 276 жителей, в 2001 году — 277.
| 2002 | 2010 |
| ---- | ---- |
| 251  | ↘211 |

## Интересные факты
- Информация из районной газеты «Колхозная правда» от 18 февраля 1937 года: «В среднелубянском колхозе создана артель рыбаков, которая в течение года выловила 30 центнеров рыбы. Всего рыбы было продано в местные сельпо на сумму почти в 3 тысячи рублей. Это дало возможность повысить денежную часть трудодня»...
- В 1990-е годы в Средних Лубянках сохранялось Барково озеро площадью «целых три гектара» посреди села. Озеро питала и очищала родниковая вода речки Маньчжохи, притока Оскола. Но работники совхоза перегородили Маньчжоху плотиной, и Барково озеро стало зарастать. Стараниями селян озеро удалось отстоять. В 2001 году по районной программе «Лес на склоне» 15 гектаров зеленых полос (саженцы белой акации) окаймили меловые обнажения и смытые склоны у Средних Лубянок[2].